# 변강쇠 (영화)
변강쇠는 1986년 공개된 대한민국의 영화이다.

## 배역
- 이대근 : 변강쇠 역
- 원미경 : 옹녀 역
- 김신명 : 할멈 역
- 남수정 : 주모을 역
- 국정환 : 기둥서방 역
- 김기주 : 천돌 역